# Línea 9A (Comodoro Rivadavia)
La línea 9 Arenales es una línea de colectivos suburbana de Comodoro Rivadavia, bajo concesión de la empresa Transporte Patagonia Argentina desde 2014 que une el Centro de Comodoro Rivadavia, pasando por el B° Industrial, con el B° Arenales y viceversa. 

## Horarios
- Salida desde la terminal del puerto:

Lunes a viernes: 07:00, 12:00 y 17:00.
Sábados: 07:00 y 15:30.
- Llegada a Barrio Arenales:

Lunes a viernes: 07:30, 12:30 y 17:30.
Sábados: 07:30 y 16:00.

## Cuadro Tarifario
| Boleto             | Tarifa |
| ------------------ | ------ |
| Urbano             | $22    |
| Suburbano          | $23.52 |
| Estudiante         | $11    |
| Jubilado           | $11    |
| Discapacitado      | $0.00  |
| Policía del Chubut | $0.00  |

En el caso de los boletos de Estudiante y Jubilado reciben un subsidio de la municipalidad de Comodoro Rivadavia que les cubre un 50% del valor del boleto.

## Recorrido principal

### 9A: Centro - Los Arenales
| 9A         | Primer servicio A: Los Arenales | Primer servicio A: Centro | Último servicio A: Los Arenales | Último servicio A: Centro |
| Laborables | 07:00                           | 07:31                     | 17:00                           | 17:31                     |
| Sábados    | 07:00                           | 07:31                     | 12:00                           | 12:31                     |

Ida
| BUS2 | KBHFa |

|  | BHF |

|  | BHF |

|  | BHF |

|  | BHF |

|  | BHF |

|  | BHF |

|  | BHF |

|  | BHF |

|  | BHF |

|  | KBHFe |

Regreso:
| BUS | KBHFa |

|  | BHF |

|  | BHF |

|  | BHF |

|  | BHF |

|  | BHF |

|  | BHF |

|  | BHF |

|  | BHF |

|  | BHF |

|  | BHF |

|  | BHF |

|  | BHF |

|  | BHF |

|  | BHF |

|  | KBHFe |

## Galería

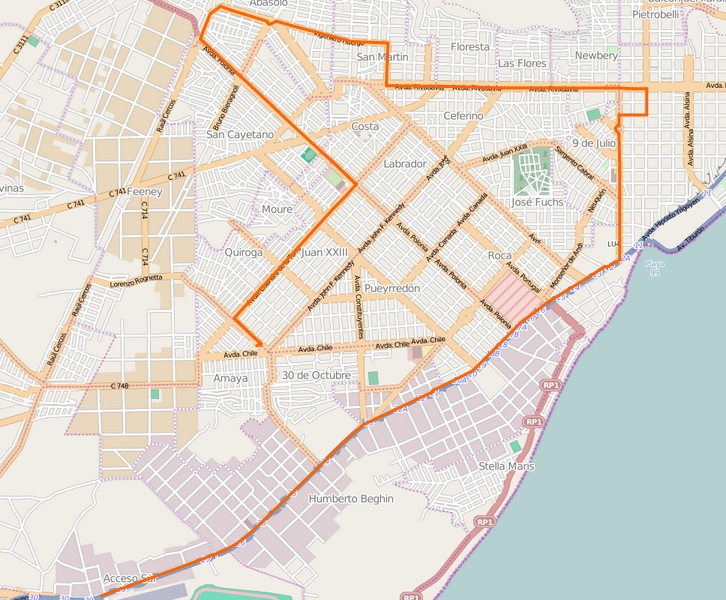
Recorrido de ida.
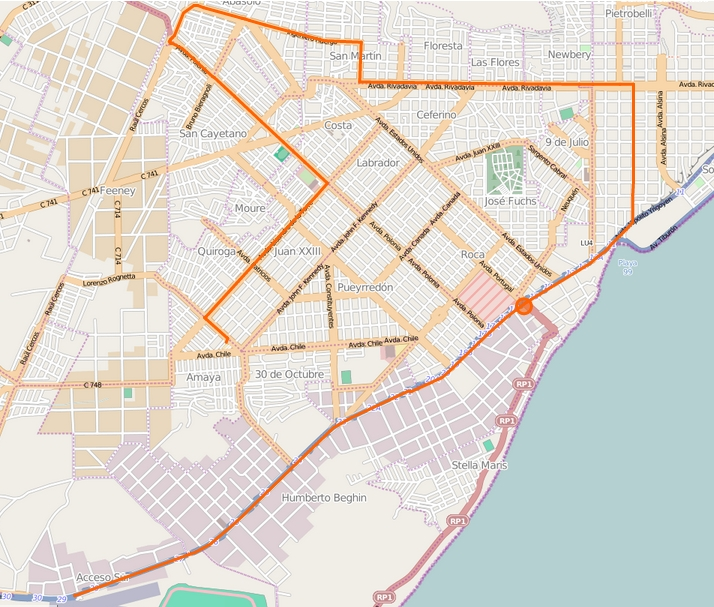
Recorrido de vuelta.